# 448
448 (CDXLVIII) fue un año bisiesto comenzado en jueves del calendario juliano, en vigor en aquella fecha.
En el Imperio romano, el año fue nombrado el del consulado de Pretextato y Zeno, o menos comúnmente, como el 1201 Ab urbe condita, adquiriendo su denominación como 448 a principios de la Edad Media, al establecerse el anno Domini.

## Acontecimientos
- Requiario sucede a su padre Requila como rey de los suevos en Gallaecia.

## Fallecimientos
- Requila: rey de los suevos.
- Clodión: rey de los francos salios.